# Friedrich Eduard Hoffmann
Pour les articles homonymes, voir Hoffmann.
Pour les articles homonymes, voir Friedrich Hoffmann (homonymie) et Hoffmann.
Friedrich Eduard Hoffmann est un architecte et inventeur berlinois, né le 18 octobre 1818 à Gröningen et mort le 3 décembre 1900. Il mit au point le four à feu continu dit « four Hoffmann ».